# Theridion biseriatum
Theridion biseriatum là một loài nhện trong họ Theridiidae.
Loài này thuộc chi Theridion. Theridion biseriatum được Tord Tamerlan Teodor Thorell miêu tả năm 1890.